# Bayshore (Karolina Północna)
Bayshore – jednostka osadnicza w Stanach Zjednoczonych, w stanie Karolina Północna, w hrabstwie New Hanover.